# William Wall Fortenbaugh
William Wall Fortenbaugh (* 10. Juli 1936 in Philadelphia, Pennsylvania) ist ein US-amerikanischer Altphilologe und Philosophiehistoriker.

## Leben
Fortenbaugh wurde 1964 an der Graduate School of Arts and Sciences der University of Pennsylvania mit einer Dissertation über Aristotle’s concept of deliberate choice in Klassischer Philologie zum Ph.D. promoviert. Fortenbaugh war schließlich Professor of Classics an der Rutgers University. Er ist nunmehr emeritiert.

## Forschungsschwerpunkte
Seine Forschungsschwerpunkte sind Aristoteles, Theophrast und die hellenistische Philosophie. Seit 1979 leitet er das Theophrast-Projekt zur Sammlung, Edition, Übersetzung und Kommentierung der Fragmente des Theophrast. Als Ausgangspunkt seiner Arbeiten verfügte er über eine Sammlung von Fragmenten Theophrasts, die ursprünglich von Franz Dirlmeier angelegt worden war und dann in die Hände von Andreas Graeser gelangte. Dieser überließ sie mit Dirlmeiers Einverständnis Fortenbaugh zur weiteren Bearbeitung. Zu diesem Zweck war Fortenbaugh zu Beginn seiner Forschungslaufbahn von 1976 an als Humboldt-Stipendiat an der Universität Heidelberg tätig und wurde dort von Herwig Görgemanns, einem Schüler Dirlmeiers, unterstützt. In der Folge arbeitete er eng mit einem internationalen Team aus den USA und Europa zusammen, darunter Pamela Huby (Liverpool), Robert W. Sharples (London), Peter Steinmetz (Saarbrücken) und für die arabischen Texte Dimitri Gutas (Yale) und Hans Daiber (Frankfurt am Main). Von 1990 bis 1991 war Fortenbaugh Fellow des Netherlands Institute for Advanced Study in Wassenaar. 1992 konnte die Sammlung der Fragmente abgeschlossen werden und die Drucklegung beginnen. Zunächst wurde 1992 die grundlegende Edition der Fragmente und Testimonia in zwei Bänden veröffentlicht, seither erscheinen sukzessive neun thematisch arrangierte Bände von Kommentaren verschiedener Urheber (lediglich die Bände 6 und 8 stammen von William W. Fortenbaugh).
Fortenbaugh ist Herausgeber der Rutgers Studies in Classical Humanities (RUSCH), die als Sammlung von Begleitpublikationen des Theophrast-Projekts gedacht sind und den gesamten Peripatos berücksichtigen.

## Schriften (Auswahl)
Eine Publikationsliste findet sich in David C. Mirhady (Hrsg.): Influences on Peripatetic Rhetoric. Essays in Honor of William W. Fortenbaugh. Brill, Leiden 2007 (Philosophia Antiqua, 105), 19–24.
Monographien
- Aristotle on emotion. A contribution to philosophical psychology, rhetoric, poetics, politics, ethics. Duckworth, London; Barnes and Noble, New York 1975, Nachdruck mit einem Nachwort 2002.

Texte, Übersetzungen, Kommentare zu Theophrastos von Eresos
- Quellen zur Ethik Theophrasts. B. R. Gruener, Amsterdam Verlag 1984 (Studien zur antiken Philosophie, Bd. 12), ISBN 90-6032-218-5, Auszüge online. — (Edition und Kommentierung der Fragmente und Testimonien zur Ethik).
- Theophrastus of Eresus: Sources for his Life, Writings, Thought & Influence. Ed. and transl. with Pamela Huby, Robert W. Sharples & Dimitri Gutas. Brill, Leiden 1992, Nachdruck mit Korrekturen 1993. — (Text mit kritischem Apparat und englischer Übersetzung der Fragmente und Testimonia)
- Theophrastus: On Sweat, in Theophrastus, On Sweat, On Dizziness and On Fatigue. Ed. with Robert Sharples and Michael G. Sollenberger. Brill, Leiden 2003, online. — (Text, Übersetzung, Kommentar). — Rez. von Tad Brennan, in: Bryn Mawr Classical Review 2004.01.09
- Theophrastus of Eresus: Sources for his Life, Writings, Thought & Influence. Commentary Volume 8: Sources on Rhetoric and Poetics. Brill, Leiden 2005. — (Kommentar).
- Theophrastus of Eresus: Sources for his Life, Writings, Thought & Influence. Commentary Volume 6a: Sources on Ethics. Brill, Leiden 2005. — (Kommentar).

Gesammelte Aufsätze
- Theophrastean Studies. Franz Schneider, Stuttgart 2003, online
- Aristotle’s Practical Side. On his psychology, ethics, politics and rhetoric. Brill, Leiden 2006. – Rez. von Priscilla Sakezles, in: Bryn Mawr Classical Review 2007.04.32; Michael Ewbank, in: The Review of Metaphysics 61, 2007, Ss. 414–416, online

Herausgeberschaften
- William W. Fortenbaugh (Hrsg., mit Georg Wöhrle): On the Opuscula of Theophrastus. Steiner, Stuttgart 2003 (Philosophie der Antike, Bd. 14), Auszüge online.
- William W. Fortenbaugh (Hrsg.): Rutgers Studies in Classical Humanities (RUSCH). Die im Folgenden aufgeführten Bände wurden im Verlag Transaction Books, New Brunswick, verlegt.
  - William W. Fortenbaugh (Hrsg.): On Stoic and Peripatetic Ethics: The Work of Arius Didymus. 1983 (RUSCH Vol. I).
  - William W. Fortenbaugh (Hrsg., mit Anthony Arthur Long und Pamela M. Huby): Theophrastus of Eresus: On His Life and Works. 1985 (RUSCH Vol. II).
  - William W. Fortenbaugh (Hrsg., mit Robert W. Sharples): Theophrastean Studies: On Natural Science, Physics and Metaphysics, Ethics, Religion and Rhetoric. 1987 (RUSCH Vol. III).
  - William W. Fortenbaugh (Hrsg., mit Peter Steinmetz): Cicero’s Knowledge of the Peripatos. 1989 (RUSCH Vol. IV), online.
  - William W. Fortenbaugh (Hrsg., mit Dimitri Gutas): Theophrastus: His Psychological, Doxographical and Scientific Writings. 1992 (RUSCH Vol. V).
  - William W. Fortenbaugh (Hrsg., mit David Mirhady): Peripatetic Rhetoric after Aristotle. 1994 (RUSCH Vol. VI).
  - Lewis Ayres (Hrsg.): The Passionate Intellect: Essays on the Transformation of Classical Traditions. 1995 (RUSCH Vol. VII).
  - Jan M. van Ophuijsen, Marlein van Raalte (Hrsg.): Theophrastus: Reappraising the Sources. 1998 (RUSCH Vol. VIII).
  - William W. Fortenbaugh (Hrsg., mit Eckart Schütrumpf): Demetrius of Phalerum: Text, Translation and Discussion. 2000 (RUSCH Vol. IX). — Rez. von D. Thomas Benediktson, in: Bryn Mawr Classical Review 2002.04.11
  - William W. Fortenbaugh (Hrsg., mit Eckart Schütrumpf): Dicaearchus of Messana: Text, Translation and Discussion. 2001 (RUSCH X).
  - William W. Fortenbaugh (Hrsg., mit István Bodnár): Eudemus of Rhodes. 2002 (RUSCH Vol. XI). — Rez. von Robert B. Todd, in: Bryn Mawr Classical Review 2003.11.10.
  - William W. Fortenbaugh (Hrsg., mit Stephen A. White): Lyco of Troas and Hieronymus of Rhodes: Text, Translation and Discussion. 2004 (RUSCH Vol. XII).
  - William W. Fortenbaugh (Hrsg., mit Stephen A. White): Aristo of Ceos: Text, Translation and Discussion. 2006 (RUSCH Vol. XIII). — Rez. von Ivo Volt, in: Göttinger Forum für Altertumswissenschaft 9, 2006, 1083–1095, online.
  - Eckart Schütrumpf (Hrsg.), Peter Stork, Jan M. van Ophuijsen, Susan Prince (Übers.): Heraclides of Pontus. Texts and Translations. 2008 (RUSCH Vol. XIV).
  - William W. Fortenbaugh (Hrsg., mit Elizabeth Pender): Heraclides of Pontus: Discussion of the Textual Evidence. 2009 (RUSCH Vol. XV).
  - William W. Fortenbaugh (Hrsg., mit Marie-Laurence Declos): Strato of Lampsacus: Text, Translation and Discussion. 2010 (RUSCH Vol. XVI).